# ريتشارد ر. رايت
ريتشارد ر. رايت (بالإنجليزية: Richard R. Wright)‏ هو مربي أمريكي، ولد في 16 مايو 1855 في دالتون في الولايات المتحدة، وتوفي في 2 يوليو 1947 في فيلادلفيا في الولايات المتحدة.